# Bactrocera enigmatica
Bactrocera enigmatica
 es una especie de díptero que Hardy describió por primera vez en 1982. Bactrocera enigmatica pertenece al género Bactrocera de la familia Tephritidae. 